# Château, église Saint-Nazaire et presbytère de Navacelles
Pour les articles homonymes, voir Navacelles (homonymie).
Le château, l'église Saint-Nazaire et le presbytère de Navacelles sont un ensemble formé par le château, l’église Saint-Nazaire (du XIe siècle, endommagée et incendiée en 1703) et le presbytère, courtine, tour de l’Horloge.
Les façades et les toitures du château et du presbytère, l'église, la courtine Sud-Ouest, la tour de l'Horloge, le mur de clôture sur la rue avec les deux portails d'entrée sont inscrits au titre des monuments historiques par arrêté du 9 mai 1978.
Le château de Navacelles était la propriété de Georges Cady. Les Cady vont changer leur patronyme, en 1907,  en Cady Roustan de Navacelles. Les Roustan, famille bourgeoise de Nîmes, avaient acquis de la famille noble de Roux de Navacelles les droits seigneuriaux sur Navacelles dans les années 1760. Leurs héritiers sont les Cady Roustan de Navacelles-Coubertin. 